# Estoque (espada)

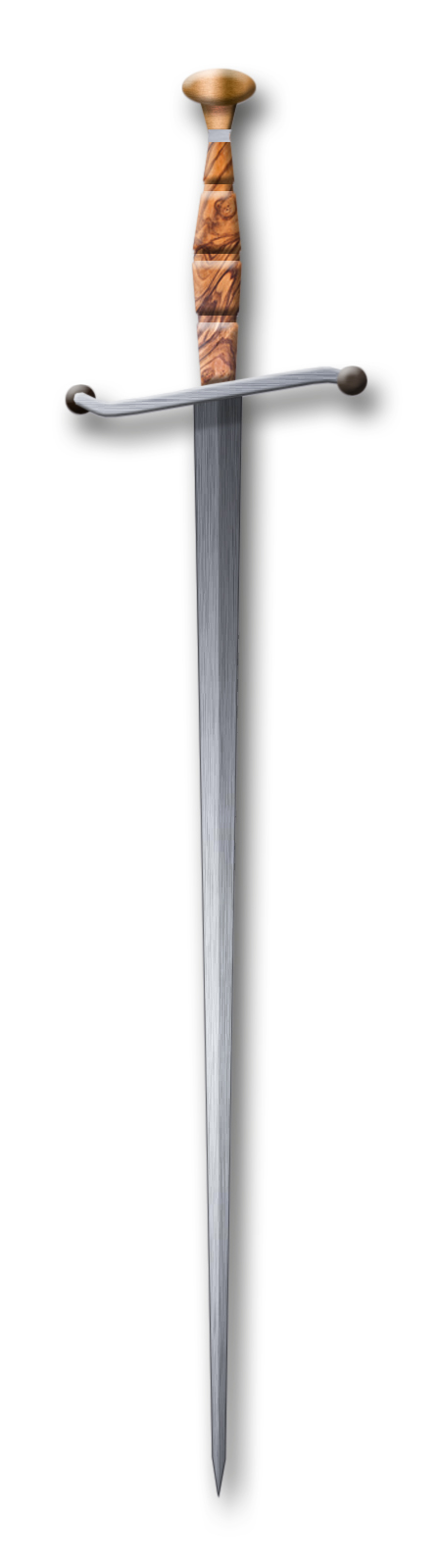
Estoque

O estoque francês é um tipo de espada que foi usada do século XIV ao XVII.

## Descrição
O estoque era uma variação da espada longa projetada para lutar contra cotas de malha ou armaduras de placas. Essas espadas têm, em média, cerca de dois quilos, sem nenhum espécime pesando mais de seis libras.
As seções transversais da lâmina podem ser triangulares, quadradas, romboides ou hexagonais planas. Essa geometria dificilmente deixa qualquer capacidade de corte, pois uma borda afiada simplesmente não poderia ser retificada, mas permitia que a arma fosse longa, rígida e com ponta muito aguda.
No início, o estoque era pendurado na sela quando a cavalo e simplesmente pendurado no cinto quando um soldado caía no chão. À medida que a arma se desenvolveu, no entanto, os soldados de infantaria começaram a usá-la em uma bainha. A maioria das variedades de estoque fornece uma pegada longa como a de uma espada larga, embora outras imitem o zweihänder ao fornecer um ricasso longo com uma guarda secundária de parrierhaken. Como no zweihänder, esta empunhadura estendida dá ao usuário a vantagem de alavancagem extra com a qual é mais preciso e poderoso para empurrar a arma longa. Algumas outras formas forneciam anéis de dedo, quillons curvos, ou outras variedades de punhos compostos.